# Thomisus kitamurai
Thomisus kitamurai là một loài nhện trong họ Thomisidae.
Loài này thuộc chi Thomisus. Thomisus kitamurai được miêu tả năm 1943 bởi Nakatsudi.

## Hình ảnh

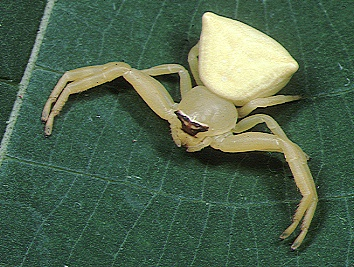
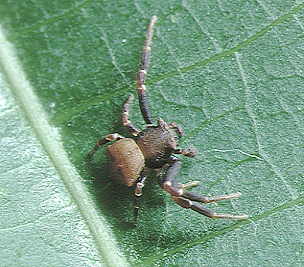